# Johann Peter Vogt

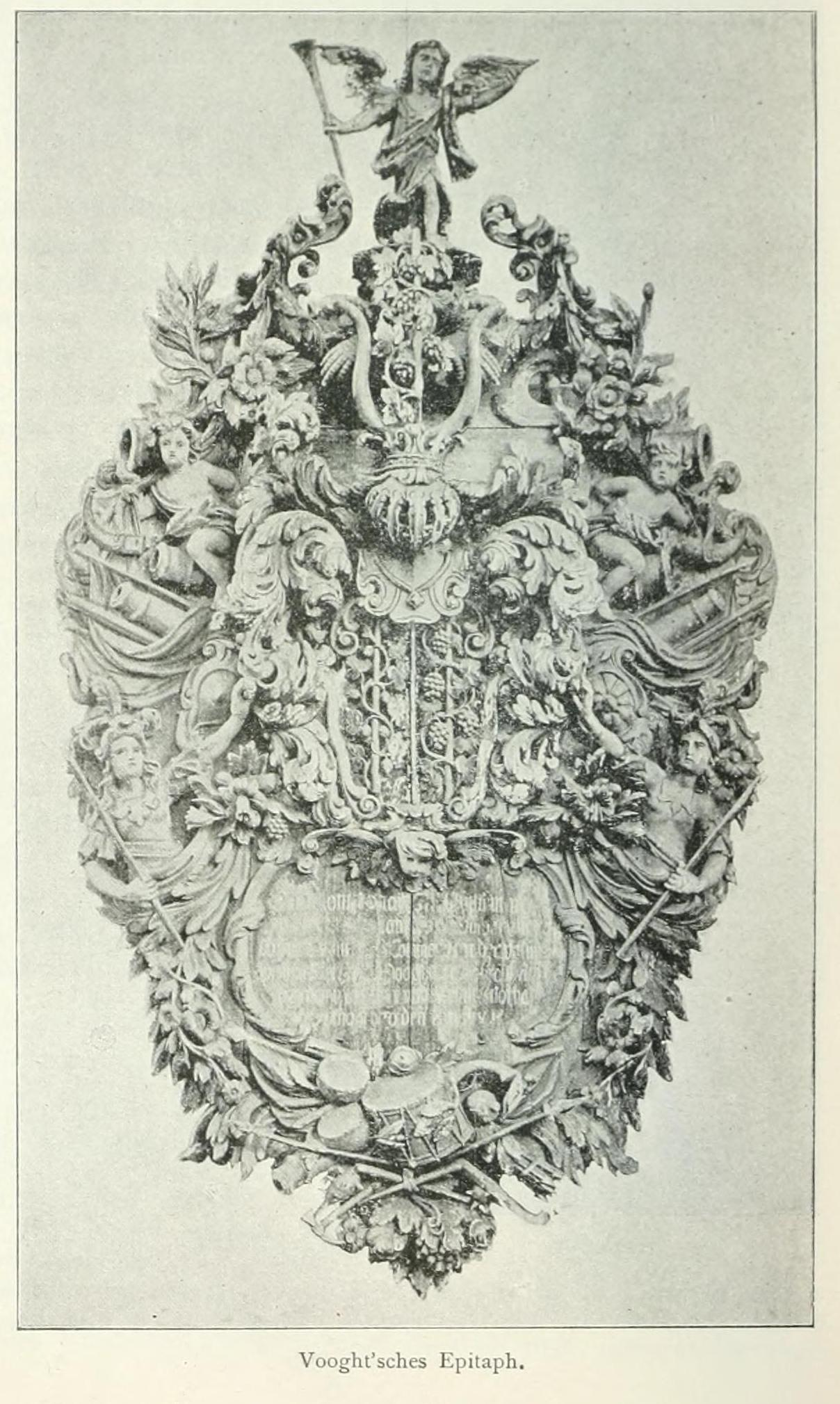
Epitaph des dänischen Obristen Johann Vogt (1621–1679) (Voogt) aus der St.Jürgen Kirche in Wismar

Johann Peter Vogt (* 6. Januar 1621; † 8. Juni 1679 in Wismar) war ein königlich dänischer Obrist und zuletzt Kommandant von Wismar.

## Leben
Er war ab 27. Oktober 1657 Hauptmann und wurde als solcher am 24. Dezember 1657 in das Infanterie-Regiment Beßler versetzt. Am 10. August 1658 findet er sich als Hauptmann einer Kompanie im Seeländischen Regiment von Vollrath Bath. Am 15. August 1664 wurde er Oberstleutnant des Infanterie-Regiments Rüses, im Oktober des gleichen Jahres wurde er erster Kommandant des dort neu angelegten Kastells. Am 14. April 1665 wurde er dann Kommandant in Fredriksort. Am 28. April 1665 wurde er auch als Chef der dortigen Freikompanie genannt. Am 28. Oktober 1667 wurde er als Kommandant in die Festung Krempe versetzt, dazu wurde er Chef der dortigen Freikompanie. Ab 1670 war er Chef des dänischen Teils des Niedersächsischen Kreiskontingents, im April 1673 wurde er nach Fredriksort zurückversetzt. Am 26. Oktober 1674 erhielt er das Kommando über das Kreisregiment. Dieses bestand seiner Zeit:
- 60 königlich dänischen Reitern
- 44 Herzoglich Schleswig-Gottorpsche Reiter
- 120 Mann königlich dänische Infanterie
- 80 Mann Herzoglich Schleswig-Gottorpsche Infanterie

Damit kämpfte er gegen die Franzosen unter Turenne am Rhein.
Am 15. August 1675 wurde er von Major Catterbade in Straßburg abgelöst und nach Dänemark zurück beordert, von Herzog Friedrich erhielt er dazu noch ein sehr positives Empfehlungsschreiben. Am 13. Oktober 1675 wurde er dann Oberst und Kommandant in Tönning. Seine Garnison bestand aus vier Kompanien des Nordjütländischen National Infanterie-Regiments sowie aus 4 Kompanien des Fünischen National Infanterie-Regiments und 4 Kompanien des Regiments Max Rosenkrantz. Aber schon am 2. Mai 1676 wurde er Kommandant von Rendsburg und Chef des dortigen Holsteinischen National Infanterie-Regiments. Aber auch hier blieb er nicht lang. Am 30. September 1676 wurde er als Vertreter des Generals Baudissin zum Kommandanten von Oldenburg ernannt und erhielt auch das Kommando über die Grafschaften Oldenburg und Delmenhorst. Er übergab Regiment und Kommando in Rendsburg am 27. Oktober 1676 an den Oberst Hartwig Otto von Deden. Am 11. Dezember 1676 übernahm er das Kommando über das Oldenburger Landregiment, das seiner Zeit 6 Kompanien umfasst. Aber schon am 1. Januar 1677 erhielt er neue Befehle, er wurde zum Kommandanten von Wismar ernannt (Wismar wurde 1675 von den Dänen erobert), ein Regiment sollte er aber erst erhalten, wenn eines frei würde. So übergab er das Oldenburger Regiment am 14. Januar 1677 an dessen neuen Kommandanten Detlev Lütken. Bereits am 19. Januar 1677 übernahm er in Wismar das Kommando. Die Garnison in Wismar umfasst am 16. Juli 1677: 4 Kompanien des Nordjütlandischen National Infanterie-Regiments, 4 Kompanien des Südjütlandischen National Infanterie-Regiments (auch: Vogtsches Bataillon genannt) und 8 Kompanien des Fünen National Infanterie-Regiments.
Im April 1679 stand dort das Seeländische National Infanterie-Regiment unter Adolph Fuchs, das Südjütlandischen National Infanterie-Regiment und ein Seeländisches Bataillon (vermutlich unter Oberstleutnant Puttkamer).
Am 25. Oktober 1678 schrieb der Oberstleutnant Puttkamer das Vogt schwer erkrankt sein, dieser stirbt am 8. Juni 1679 am Schlagfluss. Sein Epitaph wurde in der St.Jürgen-Kirche angebracht. Zu seiner Beerdigung am 25. Juli 1679 beantragte seine Witwe, dass 27 Salutschüsse abgegeben werden sollten.
Er war mit Maria Elisabeth von Walther verheiratet, einer Tochter von Georg Hans von Walther.